# Pronominer i dansk
Pronominer (stedord) er en gruppe ord der danner en  ordklasse i dansk.

## Personlige pronominer
De personlige pronominer er en række ord der markerer en referents tilstedeværelse i konteksten - fx er en du-person anden person og den man taler til, mens tredje person er en ikke-tiltalt og tidligere benævnt referent. Udover de forskellige personformer, har pronominerne kasusformer: nominativ og oblik (evt. også kaldet akkusativ). De menneskelige pronominer kan inddeles efter sexus, mens den og det reflekterer samme kategorier af grammatisk køn som substantiverne.:180-181 
| Pronomenformer:89 | Pronomenformer:89 | Pronomenformer:89 | Singularis | Singularis | Pluralis  | Pluralis |
| ----------------- | ----------------- | ----------------- | ---------- | ---------- | --------- | -------- |
| kasus             | kasus             | kasus             | nominativ  | oblik      | nominativ | oblik    |
| første person     | første person     | første person     | jeg        | mig        | vi        | os       |
| anden person      | anden person      |                   | du         | dig        | I         | jer      |
| anden person      | anden person      | høflig            | De         | Dem        | De        | Dem      |
| tredje person     | menneskelig       | maskulinum        | han        | ham        | de        | dem      |
| tredje person     | menneskelig       | femininum         | hun        | hende      | de        | dem      |
| tredje person     | ikke-menneskelig  | utrum             | den        | den        | de        | dem      |
| tredje person     | ikke-menneskelig  | neutrum           | det        | det        | de        | dem      |
| tredje person     | refleksiv         | refleksiv         | -          | sig        | -         | sig      |

- Pronominerne har forskellige former på forskellige dialekter. I sønderjysk og thybomål har første person singularis en ubrudt form, ofte skrevet Æ og udtalt [ɛ]). På de andre jyske dialekter hedder det a (via olddansk ak), på ømål je(g) og på skånsk ja(g).[3]

- Den høflige form har siden 1960'erne ikke været almindeligt at bruge og dets brug fremstår konservativt. Det bruges i dag næsten kun overfor medlemmer af kongehuset.[4]

- Det refleksive pronomen bruges, når et objekt eller et possessiv er identisk med sætningens subjekt (i tredje person): f.eks. manden slog sin kone ihjel ~ manden slog hans kone ihjel.[2]:90-91

### Kønsneutrale pronominer
Gennem tiden er der blevet foreslået forskellige kønsneutrale alternativer til han og hun, fx hen, høn, huan, hyn og hæn.
Dansk Sprognævn sammenlignede i en undersøgelse fra 2023 brug og holdning til kønsneutrale pronominer blandt aktive og ikke-aktive i LGBT+-miljøet. Den konstaterer at disse pronominer benyttes af 86% af aktive i LGBT+-miljøet, mens tallet er 36% for af resten af de adspurgte. Af de adspurgte ønsker 64% at blive omtalt med de/dem, mens 31% af ikke-aktive i LGBT-miljøet finder hen mest naturligt. Sprognævnet anbefaler derfor at bruge de/dem eller hen under hensyntagen til personens personlige præferencer.

### Kasusbrug
De forskellige kasusformer bruges i forskellige funktioner, men der er ikke en direkte korrespondance mellem form og funktion. Nominativ bruges typisk i subjekter, men se undtagelserne nedenfor, mens oblik bruges ved objekt (direkte eller indirekte).:90  Derudover bruges oblik når et led:
- har funktion som prædikativ (både subjektsprædikat eller objektsprædikat), fx det er mig, herunder brug i sætningskløvninger[2]:90
- har en efterstillet attribut i form af:
  - adverbial, fx Hende med hunden hedder Ann, hvor subjektet består af hende med hunden hvor præpositionssyntagmet med hunden er en efterstillet attribut, så der bruges hende i stedet for hun, eller ham derovre, hvor derovre er en efterrstillet attribut.[2]:90 
  - relativsætning, fx Dem der gør sig umage, belønnes derfor, hvor subjektet er Dem der gør sig umage og relativsætningen der gør sig umage er en efterstillet attribut så der altså bruges Dem i stedet for De (oblik for nominativ).[1]:439-441  Det omvendte findes dog også, fx Tak til de der gør en indsats (nominativ for oblik).
  - nomen (adjektiv, numerale, pronomen, substantiv[1]:438-443 ), fx Jer røde kan man ikke stole på, Jer to er kun ude på ballade, Os andre skal nok klare den og Ham skorstensfejeren er helt sort hvor attributterne er røde (adjektiv), to (numerale), andre (pronomen) og skorstensfejren (substantiv).
- er sidestillet med et andet led, fx ham og mig er uvenner.[2]:90
- er en ytring for sig selv (dvs. etfeltshelhed eller interjektional).[1]:440

Brugen af oblik i stedet for nominativ frarådes nogle gange i skriftsprog, men er udbredt i talesprog.:90 

## Possesive pronominer
| Possessorens træk | Possessorens træk |                     | singularis (person) | singularis (person) | singularis (person) | pluralis |
| ----------------- | ----------------- | ------------------- | ------------------- | ------------------- | ------------------- | -------- |
| Possessorens træk | Possessorens træk | Possesseredes træk  | fælleskøn           | intetkøn            | pluralis            | pluralis |
| første person     | første person     | første person       | min                 | mit                 | mine                | vores    |
| anden person      | anden person      |                     | din                 | dit                 | dine                | jeres    |
| anden person      | anden person      | høflig              | Deres               | Deres               | Deres               | Deres    |
| tredje person     | menneskelig       | maskulinum (hankøn) | hans                | hans                | hans                | deres    |
| tredje person     | menneskelig       | femininum (hunkøn)  | hendes              | hendes              | hendes              | deres    |
| tredje person     | ikke-menneskelig  | utrum (fælleskøn)   | dens                | dens                | dens                | deres    |
| tredje person     | ikke-menneskelig  | neutrum (intetkøn)  | dets                | dets                | dets                | deres    |
| tredje person     | refleksiv         | refleksiv           | sin                 | sit                 | sine                | deres    |

- Vores findes også i formerne vor (singularis utrum), vort (singularis neutrum) og vore (pluralis). Formen med -s opstod i 1400-tallet og blev i lang tid opfattet som talesprogsstil. I dag bruges formerne uden -s sjældent, og de betragtes som formel, højtidelig eller gammeldags sprogbrug.[7]

## Øvrige typer
- Henførende stedord (relativt pronomen): [der, som, hvilken, hvilket, hvilke, hvad, hvem, hvis]
  - F.eks.: Det er alt, hvad jeg ved.
- Påpegende stedord (demonstrativt pronomen): [den, denne, sådan, det, dette, sådant, de, disse, sådanne, begge, samme, selv, hin]
  - F.eks.: Jeg beholder denne bog.
- Gensidige stedord (reciprokt pronomen): [hinanden, hverandre]
  - F.eks.: De kunne lide hinanden.
- Ubestemte stedord (indefinit pronomen): [en, et, man, ingen, nogen, nogle, hver, nogenting, ingenting, enhver, al, alting]
  - F.eks.: Det ved enhver.
- Spørgende stedord (interrogativt pronomen): [hvem, hvad, hvis, hvilken, hvilket, hvilke][8]
  - F.eks.: Hvad er klokken?
- Tilbagevisende stedord (refleksivt pronomen): [mig, dig, sig, os, jer]
  - F.eks.: Han slog sig på armen.